# Trolejbusy w Rydze

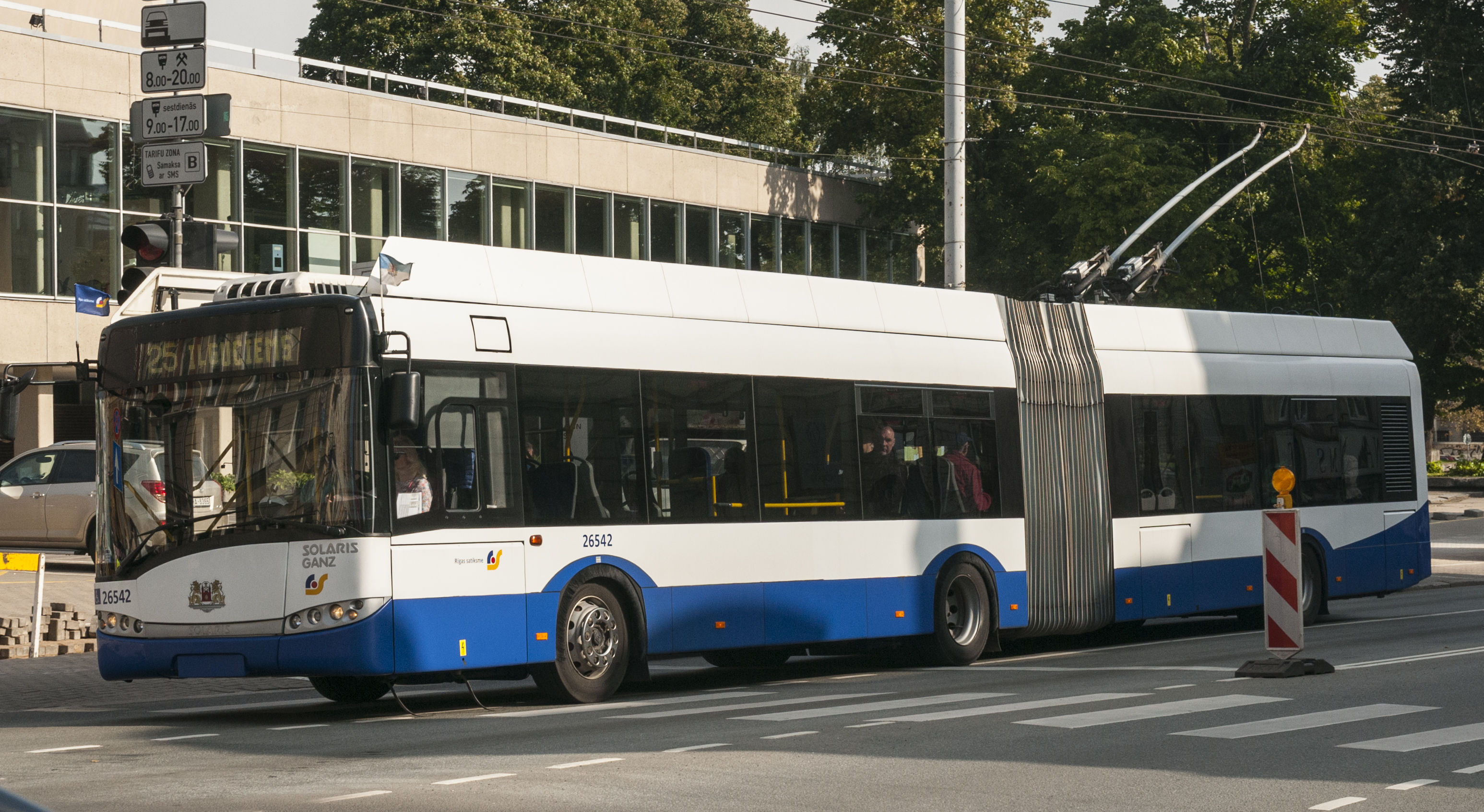
Solaris Trollino 18

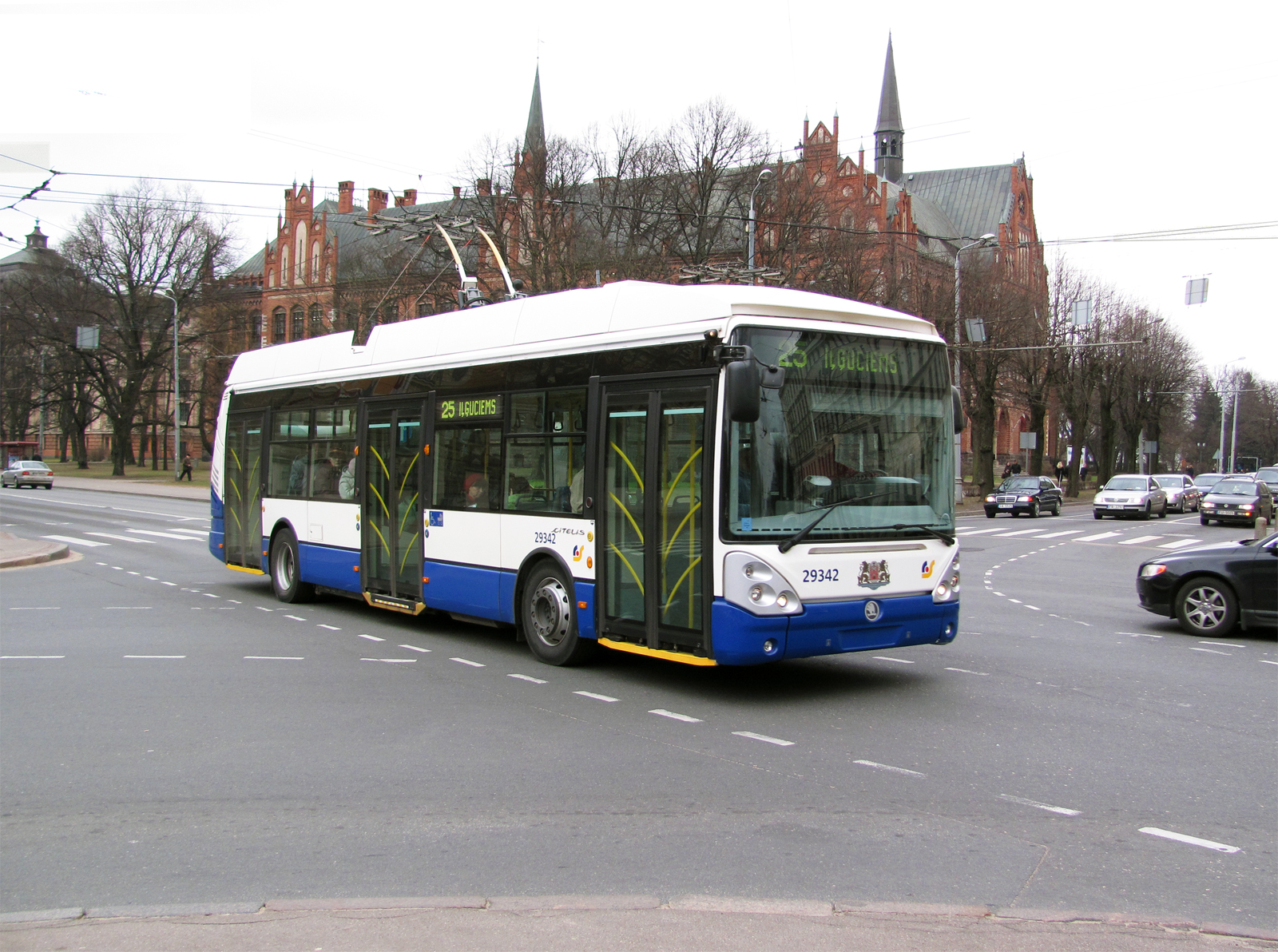
Škoda 24Tr Irisbus

Trolejbusy w Rydze − system komunikacji trolejbusowej działający w stolicy Łotwy, Rydze.
Trolejbusy w Rydze uruchomiono 6 listopada 1947. Pierwsza linia trolejbusowa połączyła Viesturdārza z Ģertrūdes.

## Linie
Obecnie w Rydze istnieje 17 linii trolejbusowych:
- 1: Valmieras iela - Pētersalas iela
- 3: Centrāltirgus - Sarkandaugava
- 5: "Daugavas" stadions - Klīniskā slimnīca
- 9: Stacijas laukums - Iļģuciems
- 11: Centrālā stacija - Ieriķu iela
- 12: Āgenskalna priedes - Šmerlis
- 13: Centrāltirgus - Ieriķu iela
- 14: Esplanāde - Mežciems
- 15: Latvijas Universitāte - Višķu iela
- 16: Pļavnieki - Šmerlis
- 17: Centrālā stacija - Purvciems
- 18: Centrālā stacija - Mežciems
- 19: Pētersalas iela - Ziepniekkalns
- 22: E. Birznieka-Upīša iela - Pļavnieki
- 23: Centrālā stacija - Purvciems
- 25: Brīvības iela - Iļģuciems
- 27: Stacijas laukums - Ābolu iela

## Zajezdnie
W Rydze istnieją dwie zajezdnie trolejbusowe:
- Zajezdnia Trolejbusowa nr 1 obsługuje 159 trolejbusów
- Zajezdnia Trolejbusowa nr 2 obsługuje 165 trolejbusów

Dodatkowo w mieście istnieje zakład napraw trolejbusów.

## Tabor
W Rydze eksploatowanych jest 251 trolejbusów:
- Škoda 24Tr Irisbus − 150 trolejbusów
- Solaris Trollino 18 − 50 trolejbusów
- Škoda 27Tr Solaris − 50 trolejbusów
- Solaris Trollino 18.75M − 1 trolejbus
- Škoda 14Tr − 77 trolejbusów (są wycofane z pracy)
- Škoda 15Tr − 33 trolejbusy (są wycofane z pracy)
- AKSM-333 − 10 trolejbusów (są wycofane z pracy)
- Ganz-MAZ-103T − 1 trolejbus (są wycofane z pracy)
- AKSM-321 − 1 trolejbus (są wycofane z pracy)